# Tina Punzel
Tina Punzel (née le 1er août 1995 à Dresde) est une plongeuse allemande.

## Carrière
Avec son partenaire Lou Massenberg, elle remporte le 8 août 2018 le titre européen en plongeon synchronisé mixte lors des championnats d’Europe. Elle est lors des mêmes championnats médaillée d'argent en tremplin synchronisé à 3 mètres avec Lena Hentschel et médaillée de bronze en tremplin à 3 mètres.
Elle remporte la médaille de bronze en tremplin synchronisé mixte à 3 mètres avec Lou Massenberg aux Championnats du monde de natation 2019 à Gwangju.
Elle est médaillée d'or par équipes, médaillée d'argent en tremplin synchronisé à 3 mètres avec Lena Hentschel ainsi qu'en tremplin synchronisé mixte à 3 mètres avec Lou Massenberg et médaillée de bronze en tremplin à 3 mètres aux Championnats d'Europe de plongeon 2019.
Elle est médaillée d'or en tremplin à 3 mètres ainsi qu'en tremplin synchronisé à 3 mètres avec Lena Hentschel, médaillée d'argent en tremplin synchronisé mixte à 3 mètres avec Lou Massenberg et médaillée de bronze en plongeon par équipes aux Championnats d'Europe de natation 2020 à Budapest.
Aux Jeux olympiques d'été de 2020, elle monte sur la troisième place du podium avec Lena Hentschel au plongeon synchronisé à 3 m.